# Rifa'at al-Assad
Rifaʿat al-Asad (in arabo رفعت الأسد‎?; Qardaha, 22 agosto 1937) è un politico e generale siriano.

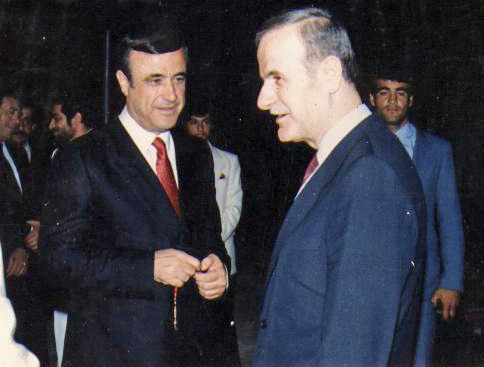
Rifaʿat (a sinistra) e suo fratello Ḥāfiẓ al-Asad

Rifaʿat al-Asad è fratello minore del defunto Presidente della Repubblica di Siria Ḥāfiẓ al-Asad e zio quindi del suo successore alla Presidenza della Repubblica, Baššār al-Asad. Come loro appartiene alla minoranza religiosa sciita dell'Alauismo.

## Biografia
Come suo fratello, è nato nel villaggio alauita di Qardaha, vicino Latakia, nella Siria occidentale, ed è tristemente noto per aver perpetrato, su direttiva del fratello, il massacro di Hama, reprimendo nel sangue la rivolta che nel 1982 era stata scatenata dai Fratelli Musulmani e dalla solidale popolazione sunnita di Ḥamā.
Attualmente risiede nella capitale del Regno Unito.

## Politica

### Sotto la presidenza di Ḥāfiẓ al-Asad
Ha svolto importanti funzioni quando Presidente della Repubblica era suo fratello, il gen. Ḥāfiẓ al-Asad, che aveva aiutato nella sua ascesa al potere con un colpo di Stato militare che aveva deposto il legittimo presidente Nur al-Din al-Atassi nel 1970. Ne era stato rimeritato con la guida delle Forze Speciali del regime (chiamate "Compagnie di Difesa", in Arabo ﺳﺮﺍﻳﺎ ﺍﻟﺪﻓﺎﻋـة, Sarāyā al-Difāʿa) ma le sue fortune (che avevano fatto pensare a lui come al più probabile successore alla "carica familiare presidenziale") tramontarono nel 1984.
Nel febbraio del 1982 egli comandava le forze militari che furono scatenate da Ḥāfiẓ al-Asad contro la Fratellanza Musulmana ad Ḥamā, bombardando pesantemente una città ricca di capolavori artistici e uccidendo indiscriminatamente migliaia di suoi abitanti. Le valutazioni fatte in proposito dagli storici oscillano tra le 5.000 e le 40.000 persone, anche se i più - in mancanza di riscontri ufficiali attendibili - reputano che la cifra più probabile sia quella di 15-20.000 cittadini. Rifaʿat al-Asad ha sempre dichiarato che il vero colpevole del massacro fosse stato il fratello Ḥāfiẓ al-Asad.

### Tentativo di colpo di Stato
Quando Ḥāfiẓ al-Asad ebbe seri problemi cardiaci nel 1983 e istituì un comitato di sei membri per guidare il Paese, Rifaʿat non fu chiamato a farne parte, tanto che il comitato risultò interamente costituito da musulmani sunniti, leali al Presidente della Repubblica. Ciò provocò preoccupazioni e malumori negli ambienti militari alauiti e numerosi ufficiali cominciarono a raggrupparsi intorno a Rifaʿat, anche se i più rimasero perfettamente fedeli al volere di Ḥāfiẓ al-Asad. Le truppe affidata a Rifaʿat, che al momento assommavano a più di 55.000 effettivi, dotati di carri armati, artiglierie, aeroplani ed elicotteri, cominciarono a muoversi per assicurarsi il controllo di Damasco, usando manifesti con il volto o il nome di Rifaʿat, facendo chiaramente intendere che essi stavano per assicurare la successione di Rifaʿat al fratello malato.

La tensione tra le forze lealiste e quelle del fratello giunsero a livelli estremi, ma ai primi del 1984 Ḥāfiẓ tornò nel pieno possesso delle sue prerogative presidenziali, col sostegno di un gran numero di ufficiali delle forze armate, che di fatto avevano ogni potere nel Paese. In quello che sulle prime apparve un compromesso, Rifaʿat fu nominato vicepresidente della Repubblica, con responsabilità sulle questioni riguardanti la sicurezza dello Stato ma presto questa promozione apparve del tutto desunta di un reale potere. Il comando delle Compagnie di Difesa fu assegnato ad altra persona e Rifaʿat fu poi incaricato di condurre fuori della Siria una non meglio precisata "visita di lavoro". I suoi sostenitori più stretti e gli altri che avevano mostrato scarsa lealtà nei confronti del Presidente furono epurati negli anni seguenti dalle forze armate e dal dominante partito Baʿth.

### Durante gli anni novanta
Malgrado il suo ritorno in occasione del funerale della madre nel 1992 e per un certo periodo nel quale visse in Siria, Rifaʿat fu esiliato di fatto in Francia e Spagna. Mantenne nominalmente la carica di vice Presidente della Repubblica fino al 1998, quando perse anche questa carica. Aveva svolto importanti affari in Siria e all'estero, in parte attraverso suo figlio Sumer. Tuttavia le proteste di Latakia del 1999, che comportarono incidenti a Latakia, distrussero la maggior parte della sua rete d'affari in Siria e un alto numero di sostenitori di Rifaʿat fu arrestato. Ciò fu collegato alla futura successione a Ḥāfiẓ al-Asad, con l'allontanamento deciso di Rifaʿat da qualsiasi possibilità di succedere al fratello maggiore che, per parte sua, era impegnato a sgomberare il campo da qualsiasi potenziale candidato che non fosse suo figlio Bāsil e, in seconda battuta, il figlio minore Baššār.
In Francia, Rifaʿat protestò vivacemente in occasione della successione di Baššār alla carica di Presidente della Repubblica, pretendendo di incarnare la "sola legalità costituzionale". Minacciò di far ritorno in Siria per assumere "le proprie responsabilità a adempiere alla volontà del popolo", sostenendo che avrebbe governato "benevolmente" e "democraticamente", con l'autorità del popolo e delle forze armate dietro di lui.

## Gruppi e organizzazioni
Il figlio di Rifaʿat, Sumer, è a capo del canale televisivo pan-arabo Arab News Network (ANN), che opera come portavoce politico del padre e che allude a una sua futura discesa in campo anche in veste di partito politico, peraltro di fortuna assai incerta. Rifaʿat stesso guida il Raggruppamento Nazionale Unito (al-tajammuʿ al-qawmī al-muwaḥḥid), che è un altro partito politico o alleanza conosciuto perché ad esso afferiscono persone vicine a Rifaʿat e parimenti esiliate dalla Siria, anche se non possono essere considerati militanti di un vero e proprio partito attivo, malgrado si esprimano regolarmente a favore del ritorno in patria di Rifaʿat, contestando il presidente Baššār al-Asad.

Rifaʿat ha inoltre fondato il Partito Democratico Arabo in Libano ai primi degli anni 1970, come un minuscolo partito alauita che ha agito nel corso della guerra civile libanese come milizia armata, leale al regime siriano. Ali Eid il segretario generale del partito, ha sostenuto il presidente siriano Baššār al-Asad fino alla sua fuga a Mosca.

## Sostegno straniero a Rifaʿat
Numerose voci collegano Rifaʿat al-Asad a molteplici interessi stranieri.
Rifaʿat è considerato intimo, secondo alcuni osservatori, del defunto re dell'Arabia Saudita ʿAbd Allāh, che era sposato con una sorella della moglie di Rifaʿat, e Rifaʿat è sovente stato ospite del sovrano saudita dopo il suo allontanamento dalla vita politica siriana, venendo più volte fotografato con la famiglia reale saudita dalla stampa locale, strettamente controllata dalla dinastia al potere.
Dopo la guerra in Iraq alcuni articoli di stampa riferirono che egli avesse avuto contatti con rappresentanti del governo statunitense nell'intento di formare una coalizione con altri gruppi contrari a Baššār al-Asad per creare un'alternativa al regime siriano, sul modello del Congresso Nazionale Iracheno di Aḥmad al-Shalabī. Rifaʿat ha avuto a tal fine un incontro con l'ex Primo ministro iracheno Iyad Allawi.
Rifaʿat è stato citato dall'influente think tank statunitense Stratfor come sospetto responsabile dell'attentato esplosivo che nel 2005 ha ucciso l'ex-Primo ministro libanese Rafiq Hariri ma non viene fatta per contro alcuna menzione di Rifaʿat nel rapporto Mehlis delle Nazioni Unite riguardante tale crimine.
Dal 2010 Rifaʿat vive nel quartiere londinese di Mayfair.